# Hovedstaden
Hovedstaden (in danese Region Hovedstaden, "Regione della Capitale") è una regione amministrativa della Danimarca, istituita il 1º gennaio 2007 in seguito alla riforma municipale danese del 2007, che ha sostituito le contee tradizionali ("Amter") con cinque regioni più grandi. Contemporaneamente, i piccoli comuni sono stati fusi in unità più grandi e il loro numero è passato da 271 (solo Ærø 2006) a 98. La riforma è stata attuata in Danimarca il 1º gennaio 2007. Il capoluogo regionale è Hillerød mentre il centro maggiore è la capitale nazionale Copenaghen. Il 1° gennaio 2027 le regioni di Hovedstaden e Selandia verranno accorpate nella Regione della Danimarca Orientale.

## Panoramica
La regione è costituita dai comuni di Copenaghen e Frederiksberg, dalle ex contee di Copenaghen e Frederiksborg, e dal comune regionale di Bornholm.
Senza il remoto comune di Bornholm, un'isola situata 140 km a sud-est di Copenaghen, la popolazione è di circa 1 876 252 abitanti (marzo 2024; Bornholm 39 231) su una superficie (terra) di 1800-1850 km² con una densità di 1014.1902-1 042,3622 abitanti per km² (745.82 abitanti per km² con l'inclusione di tutti e 29 i comuni).
La regione Hovedstaden esisteva anche prima del 2007, ma non copriva esattamente la stessa area e non aveva la stessa funzione giuridica.
L'Amministrazione di Stato (Familieretshuset e Styrelsen for International Rekruttering og Integration (SIRI) e Ankestyrelsen) rappresenta il governo centrale nella regione Hovedstaden e supervisiona sia la regione, sia i Comuni. 
La funzione primaria della regione Hovedstaden, come di tutte le regioni della Danimarca, è quello di gestire gli ospedali della regione, 15 in totale. Al contrario, ad esempio, di Stati Uniti e Australia, dove la regione capitale è un distretto federale speciale di fuori degli stati normale, la regione Hovedstaden è solo il nome di una normale regione della Danimarca.

## Ospedali
La regione Hovedstaden gestisce i seguenti ospedali:
Lista incompleta
- Amager Hospital sull'isola di Amager a Copenaghen
- Bispebjerg Hospital a Copenaghen
- Bornholms Hospital sull'isola di Bornholm
- Frederiksberg Hospital (chiusura 2026; nuova location Bispebjerg Hospital) a Frederiksberg
- Gentofte Hospital a Gentofte
- Glostrup Hospital a Glostrup
- Herlev Hospital a Herlev
- Hvidovre Hospital a Hvidovre
- Nordsjællands Hospital a Esbønderup, Frederikssund, Hillerød, Elsinore e Hørsholm
- Hovedstadens Psykiatri - ospedale psichiatrico con numerosi centri in tutta la regione
- Rigshospitalet di Copenaghen
- Sct. Hans Hospital a Roskilde

## Comuni
(abitanti al 1º gennaio 2007)
- Albertslund (27 608)
- Allerød (23 609)
- Ballerup (46 914)

Comuni della regione Hovedstaden

- Bornholm (Bornholms Regionskommune, 43 040, capoluogo Rønne)
- Brøndby (33 947)
- Copenaghen (København, 509 861[3])
- Dragør (13 184)
- Egedal (40 057)
- Fredensborg (39 303)
- Frederiksberg (92 234)
- Frederikssund (43 910)
- Furesø (37 624)
- Gentofte (68 672)
- Gladsaxe (61 945)
- Glostrup (20 618)
- Gribskov (40 409)
- Halsnæs (30 798)
- Helsingør (61 012)
- Herlev (26 743)
- Hillerød (46 354)
- Hvidovre (49 422)
- Høje-Taastrup (46 683)
- Hørsholm (24 332)
- Ishøj (20 715)
- Lyngby-Taarbæk (51 751)
- Rudersdal (53 910)
- Rødovre (36 244)
- Tårnby (39 772)
- Vallensbæk (12 145)